# Cyphalonotus benoiti
Cyphalonotus benoiti är en spindelart som beskrevs av Archer 1965. Cyphalonotus benoiti ingår i släktet Cyphalonotus och familjen hjulspindlar.
Artens utbredningsområde är Kongo. Inga underarter finns listade i Catalogue of Life.